# ويلهلم فون شوتس
ويلهلم فون شوتس (بالألمانية: Wilhelm von Schütz)‏ هو كاتب مسرحي وكاتب ألماني، ولد في 13 أبريل 1776 في برلين في ألمانيا، وتوفي في 9 أغسطس 1847 في لايبزيغ في ألمانيا.

## وصلات خارجية
- ويلهلم فون شوتس على موقع ميوزك برينز (الإنجليزية)